# فرد سوتون
فرد سوتون (بالإنجليزية: Fred Sutton)‏ هو سياسي نيوزلندي، ولد في 1836، وتوفي في 1906. انتخب عضو مجلس النواب النيوزيلندي.